# Ochthoeca rufipectoralis
Falso-chasco-de-peito-ruivo ou pitajo-de-peito-ruivo (Ochthoeca rufipectoralis) é uma espécie de ave da família Tyrannidae.
Pode ser encontrada nos seguintes países: Bolívia, Colômbia, Equador, Peru e Venezuela.
Os seus habitats naturais são regiões subtropicais ou tropicais húmidas de alta altitude e florestas secundárias altamente degradadas.